# Provincia Sur (Sri Lanka)

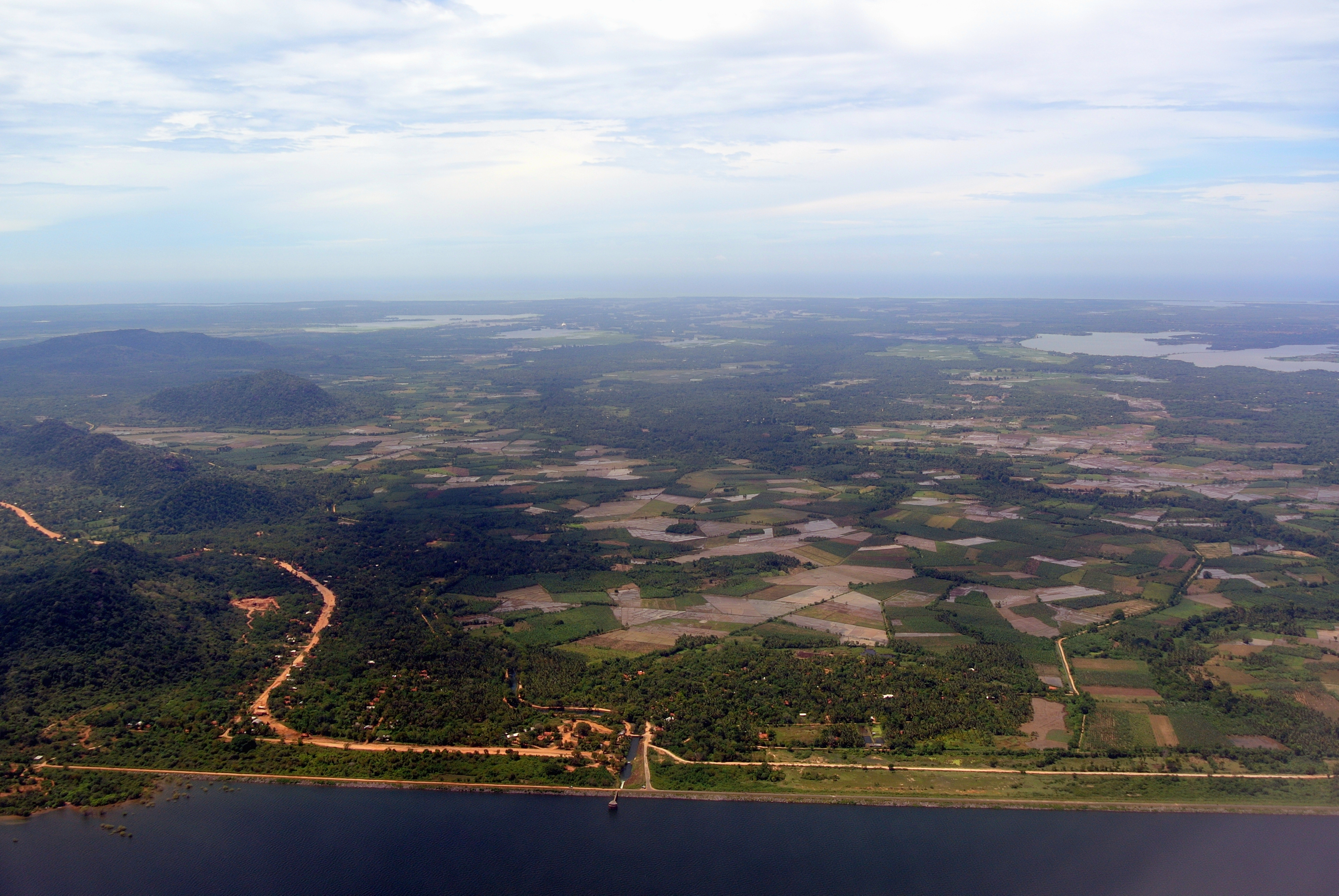
Vista aérea de la provincia cerca de Hambantota.

La Provincia del Sur (Cingalés: දකුණු පළාත; Tamil: தென் மாகாணம்) de Sri Lanka es un área geográfica pequeña que consiste en los distritos de Galle, Matara y Hambantota. La región esta económicamente retrasada comparada a la Provincia Occidental, donde se sitúa la capital Sri Jayawardenapura Kotte. La agricultura de subsistencia y la pesca son la fuente de renta principal para la mayoría de la gente de esta región. Superficie: 5512 kilómetros cuadrados.

## Lugares de interés
Los lugares más atractivos de la provincia incluyen santuarios, los parques nacionales de Yala y de Uda Walawe, también la ciudad santa de Kataragama, y las ciudades antiguas de Tissamaharama, Kirinda y Galle. (Aunque Galle es una ciudad antigua, casi nada sobrevivió luego de la invasión portuguesa) durante el período portugués había dos poetas famosos llamados Andare que era de Dickwella, y Gajaman Nona que era de Denipitiya, fueron los primeros poetas cingaleses.
La Provincia del Sur fue severamente afectada por el Tsunami en 2004. En la actualidad está pasando con un proceso de reconstrucción.

## Distritos
Los distritos son:
- Distrito de Galle 1673 km²
- Distrito de Hambantota 2593 km²
- Distrito de Matara 1246 km²